# Kímolos
Kímolos (Kimolos) är en kommunhuvudort i Grekland.   Den ligger i prefekturen Kykladerna och regionen Sydegeiska öarna, i den sydöstra delen av landet, 150 km sydost om huvudstaden Aten. Kímolos ligger 81 meter över havet och antalet invånare är 837. Den ligger på ön Nísos Kímolos.
Terrängen runt Kímolos är varierad. Havet är nära Kímolos österut.  Närmaste större samhälle är Adámas, 13,8 km sydväst om Kímolos. 